# 下阿姆
下阿姆（法語：Basse-Ham，法語發音：[bas am]；洛林法兰克语：Nidder-Ham）是法国摩泽尔省的一个市镇，位于该省北部，摩泽尔河右岸，属于蒂永维尔区。

## 地理
下阿姆（49°23'9"N, 6°14'35"E）面积10.05 平方千米，位于法国大東部大區摩泽尔省，该省份为法国东北部内陆省份，是洛林的一部分，西南接默尔特-摩泽尔省，东临下莱茵省，北与卢森堡和德国接壤。
与下阿姆接壤的市镇（或旧市镇、城区）包括：卡特农、柯尼希斯马克、金齐什、马诺姆、蒂永维尔、瓦尔梅斯特罗夫、于茨。
下阿姆的时区为UTC+01:00、UTC+02:00（夏令时）。

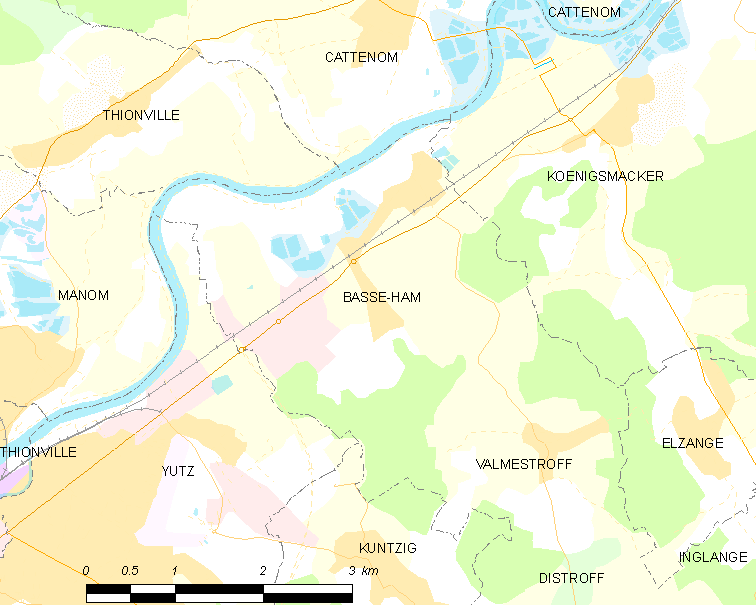
下阿姆的OSM定位图

## 行政
下阿姆的邮政编码为57970，INSEE市镇编码为57287。

## 政治
下阿姆所属的省级选区为梅采维斯县。

## 人口

1962-2008年间下阿姆人口变化图示

下阿姆于2022年1月1日时的人口数量为2318人。